# Ctenomys fulvus fulvus
El tucotuco de Atacama (Ctenomys fulvus fulvus) es la subespecies típica de las que se divide la especie Ctenomys fulvus. Habita en el noroeste del Cono Sur de Sudamérica.

## Taxonomía
Este taxón fue descrito originalmente en el año 1860 por el sabio y naturalista alemán, radicado en Chile, Rodolfo Amando Philippi.
Localidad tipo
La localidad tipo referida es: “Pingo-Pingo, Antofagasta, Chile”.

## Distribución geográfica y hábitat
Esta subespecie es un endemismo de zonas de elevada altitud del norte de Chile (en el oeste de Antofagasta) y áreas limítrofes de la Argentina. 